# گل آتشی (نشریه)
گل آتشی نام یکی از مطبوعات استان فارس در دوران قاجاریه است.
این مجله از سال ۱۳۳۹ هـ.ق به وسیله حبیب‌الله نوبخت در شیراز به چاپ رسیده است.

## گل آتشی [روزنامه]. شماره 1

##### (ندگان)پدیدآور
انصاری، م.، مدیرمسئول
نوبخت، حبیب الله، ۱۲۷۴ - ، مدیرمسئول و سردبیر

##### زبان مدرک
فارسی

نمایش قالب دوبلین کور

##### چکیده و یادداشت ها
۷شاهی
۲۵قران (سهماهه);۴۵قران (ششماهه);۸۰قران (سالیانه)

##### شماره نشریه
1

##### تاریخ شروع انتشار
۱۳۳۹ ق.-

##### تاریخ نشر شماره جاری
1339-05-02

##### ناشر
مطبعه محمدی

##### محل نشر
شیراز

##### موضوع سرعنوان کنگره
نشریات ادواری فارسی
ایران -- سیاست و حکومت -- نشریات ادواری
فاصله انتشار: دوبار در ماه
نظم انتشار: نامعلوم

##### رده بندی کنگره
DSR۱۳۷۵--/گ‌۸

##### شماره مدرک در رسا
1014326